# Arthur Prysock
Arthur Prysock (Spartanburg, 2 januari, 1929 - Hamilton, Bermuda, 7 juni 1997) was een Amerikaanse jazz, blues, rhythm & blues en pop-zanger. Hij zong met een bariton-stem en werd daarbij beïnvloed door Billy Eckstine.

## Biografie
Prysock, broer van de tenorsaxofonist Red Prysock, werkte tijdens de Tweede Wereldoorlog in de vliegtuigindustrie. In 1944 werd hij als zanger aangenomen door Budd Johnson, in wiens band hij optrad bij live-optredens. Ook zong hij op verschillende hits van Johnson, gemaakt voor Decca Records, zoals Jet My Love (1947) en I Wonder Where Our Love Has Gone (1948), en Mercury Records (Because, 1950).
In 1952 begon hij een succesvolle solocarrière en scoorde hij met rhythm & blues-nummers als I Didn't Sleep a Wink Last Night en Good Rocking Tonight. In de jaren zestig nam hij voor Old Town Records op, zoals Ray Nobles The Very Thought of You en de pophit It's Too Late Baby, It's Too Late. In de periode 1965-1968 maakte hij albums voor Verve, zoals een album met de band van Count Basie. Later keerde hij terug naar Old Town voor enkele albums en een heuse discohit met When Love Is New (1977). In de tweede helft van de jaren tachtig nam hij een paar platen voor Milestone Records op.
In 1995 kreeg hij een 'Pioneer Award' van de Rhythm and Blues Foundation.

## Discografie (selectie)
Prysock bracht in 1963 de single My special prayer uit. Deze single werd nadien vele malen gecoverd, onder meer door Percy Sledge die er in 1969 en 1974 een hit mee had in Nederland in België. Hieronder volgt een beperkte selectie van zijn werk.
- Silk And Satin, Polydor
- Like Who? Like Basie, United Artists, 1959
- Basie Reunion, Swingville, 1962
- Arthur Prysock and Count Basie, Verve, 1966
- I Must Be Doing Something Right, Verve, 1968
- Rockin' Good Way, Milestone, 1985
- This Guy's In Love With You, Milestone, 1986